# Gefallenen-Ehrenmal (Hiddestorf)

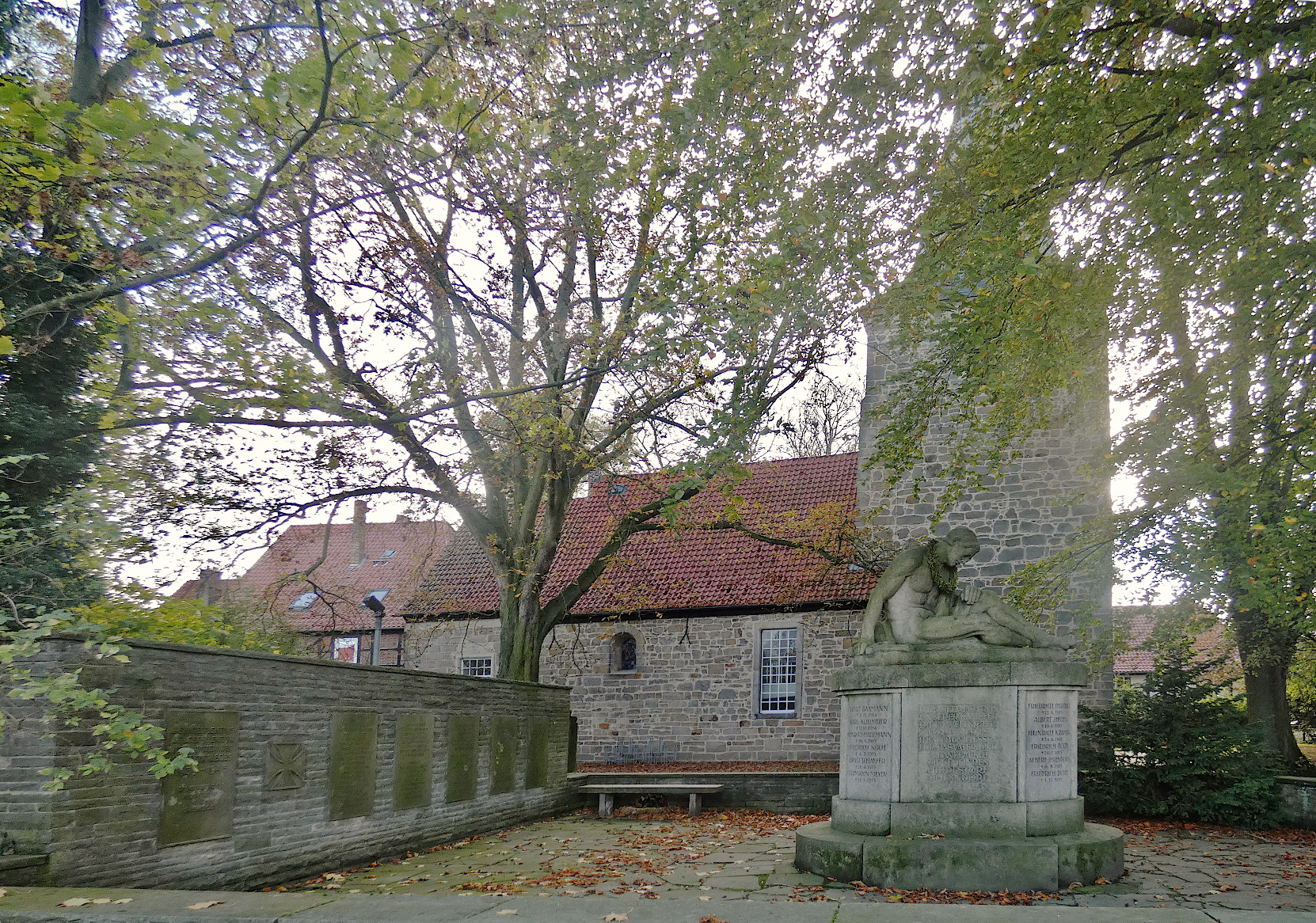
Das Gefallenen-Ehrenmal vor der Nordseite der Hiddestorfer Kirche

Das Gefallenen-Ehrenmal ist ein denkmalgeschütztes Kriegerdenkmal in Hiddestorf, einem Stadtteil von Hemmingen in der Region Hannover in Niedersachsen.
Das Ehrenmal wurde zu Ehren der im Ersten Weltkrieg Gefallenen aus Hiddestorf und aus dem Nachbarort Ohlendorf errichtet. Später wurde es für die im Zweiten Weltkrieg Gefallenen beider Orte sowie Angehörige der hierher gelangten Flüchtlinge und Vertriebenen erweitert.
Am Hiddestorfer Ehrenmal wird alljährlich  zum Volkstrauertag der Opfer beider Weltkriege, der Verfolgung und Vertreibung gedacht.

## Beschreibung

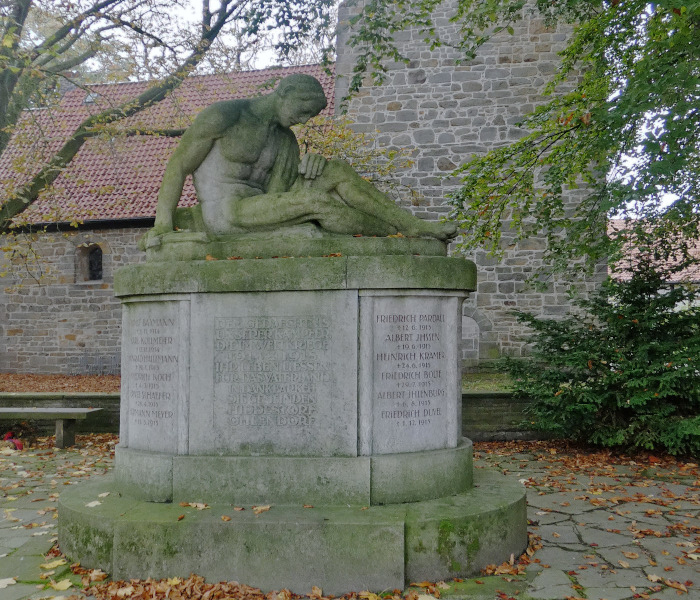
Ehrenmal für die Gefallenen im Ersten Weltkrieg

Das mehrteilige Ehrenmal wurde in der Sichtachse des auf die Hiddestorfer Nikolai-Kirche zuführenden Abschnitts der Schulstraße an der Nordseite des Turms auf dem eingeebneten alten Kirchfriedhof errichtet.
Hiddestorf hatte längst einen neuen Friedhof am Birkenweg südlich der Kirche.
Das Kirchspiel der evangelisch-lutherischen Nikolai-Kirche umfasst neben Hiddestorf auch den unmittelbar nördlich angrenzenden Hemminger Ortsteil Ohlendorf.
Das gemeinsame Denkmal für die Gefallenen im Ersten Weltkrieg aus den beiden Orten steht im Schatten hoher, etwa 125 Jahre alter, Linden und Rotbuchen. Es ist kunsthandwerklich prächtig aus hellem Sandstein gestaltet. Auf einem Hochsockel ruht die Figur eines gesunkenen Kriegers.
An der Steinmauer, die die Ehrenmalanlage nach Osten begrenzt, wurden für die aus den beiden Orten im Zweiten Weltkrieg Gefallenen ein Tatzenkreuz und eine Reihe von metallenen Schrifttafeln angebracht.

## Inschriften

### Für Gefallene im Ersten Weltkrieg

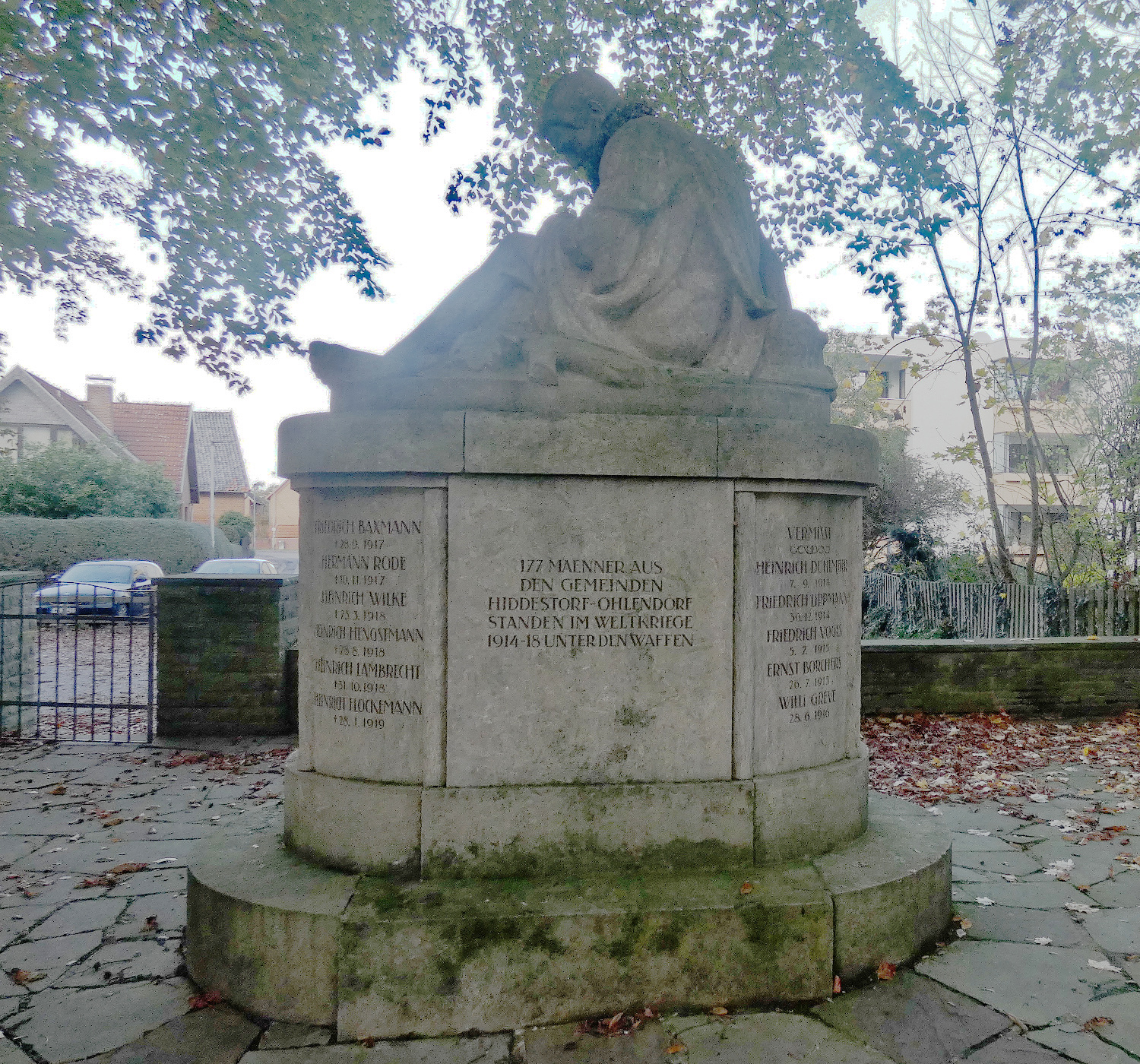
Das Ehrenmal aufgenommen aus Richtung des Kirchturms

Am Hochsockel unter der Kriegerfigur sind an den gerundeten Schmalseiten als Inschrift die Namen und Todesdaten der 32 Gefallenen und 5 Vermissten notiert. Auf der Nordseite steht die Inschrift:
Auf der Südseite steht:

### Für Gefallene im Zweiten Weltkrieg

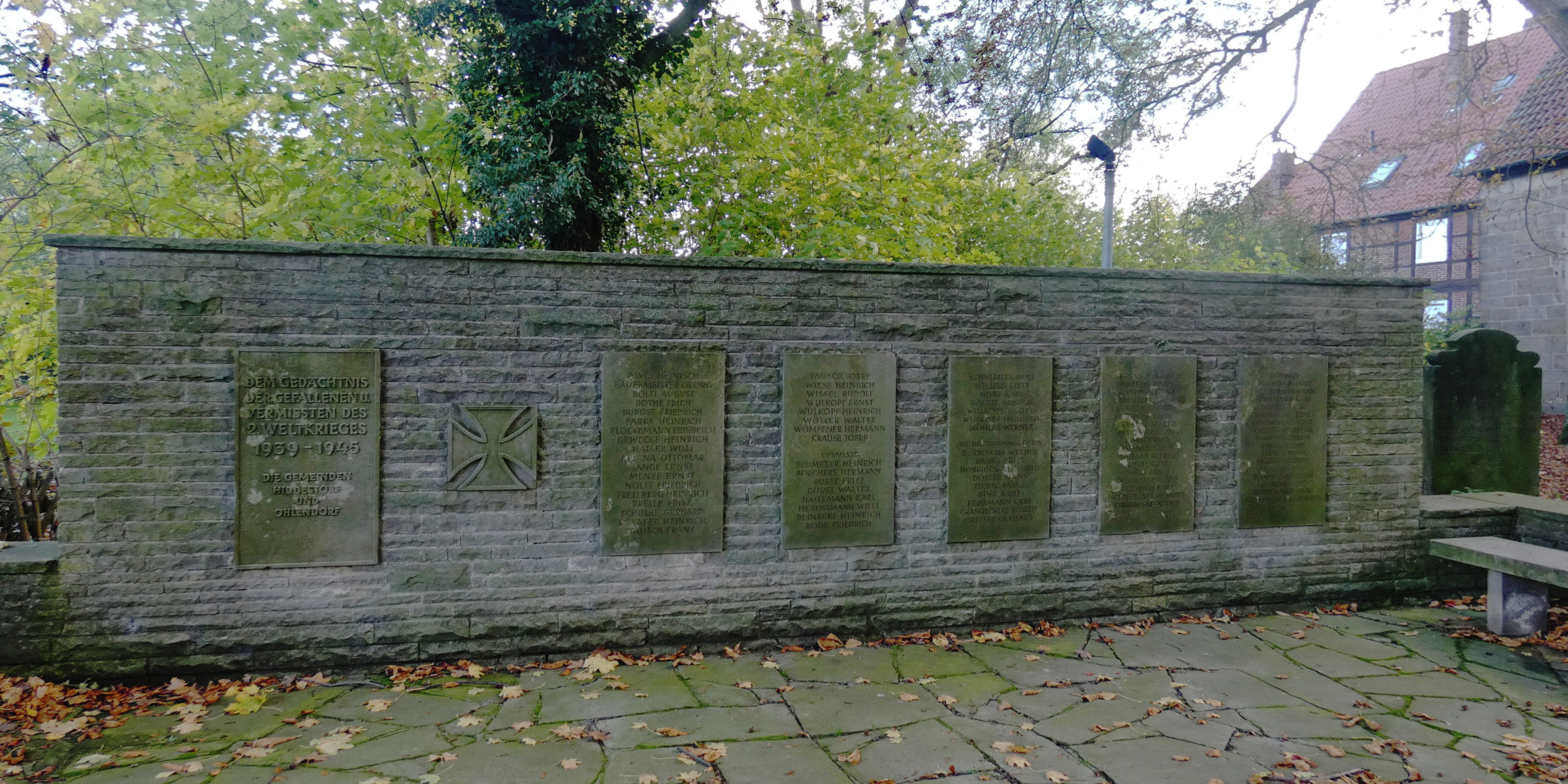
Ehrenmal für die Gefallenen im Zweiten Weltkrieg

Die fünf Tafeln rechts des Tatzenkreuzes tragen die Namen von 83 Gefallenen und Vermissten.
Die Tafel ganz links trägt die Inschrift
Ab der Hälfte der mittleren Tafel folgen nach der Überschrift aus Deutschlands Osten die 42 Namen von Gefallenen unter den Angehörigen von nach Hiddestorf gelangten Flüchtlinge und Vertriebenen.
Im Stadtteil Ohlendorf wurde im Jahr 1953 ein eigenes Denkmal für Flüchtlinge und Vertriebene errichtet.